# Чита (шимпанзе)

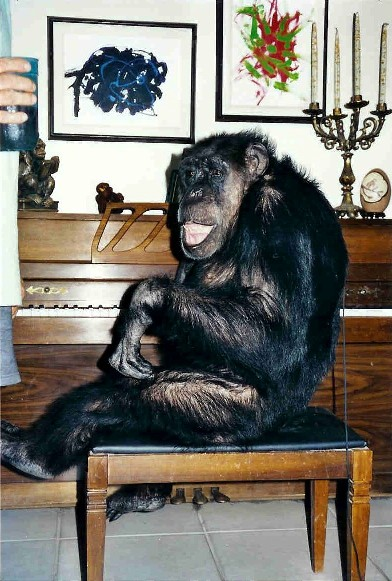
Шимпанзе Джиггс IV, который долгое время считался «главным» исполнителем роли Читы.

Чита (англ. Cheeta) — персонаж-шимпанзе, появлявшийся в многочисленных голливудских фильмах о Тарзане 1930-х — 1960-х годов, а также в телесериале 1966—1968 годов в качестве «товарища» главного героя. Персонаж Читы, как правило, изображается самцом, но иногда и самкой, и был сыгран шимпанзе обоих полов.
Несмотря на то, что персонаж Читы неразрывно связаны в общественном сознании с Тарзаном, подобный шимпанзе не действует в романах о Тарзане Эдгара Райса Берроуза, на которых косвенно основаны фильмы. Наиболее близким аналогом Читы в романах Берроуза была обезьяна-спутник Тарзана Нкима, которая появляется в нескольких поздних книгах этой серии. 
На протяжении выхода фильмов о Тарзане роль Читы играло большое количество обезьян — согласно одному источнику, не менее двенадцати.
С персонажем Читы связана одна из предполагаемых мистификаций. Тони Джентри, владелец шимпанзе Джиггса, который впервые играл роль Читы во втором фильме о Тарзане (1934), утверждал в последние годы своей жизни (он умер в 1993 году), что эта обезьяна жива до сих пор, а родилась в дикой природе в Либерии примерно в 1932 году и вскоре после этого попала в Нью-Йорк. За «первоначального» Джиггса он выдавал Джиггса IV, проживавшего у него, пережившего своего хозяина и после его смерти жившего в специальном приюте для «творческих» обезьян в Палм-Спрингс, Калифорния, где, по сообщениям, рисовал абстрактные картины и играл на пианино. 
Однако многими реальность подобного возраста Читы ставится под сомнение, и есть версии, что этот шимпанзе родился на самом деле приблизительно в 1960 году, а вовсе не в 1932, и, соответственно, не является «той самой» обезьяной. Он был включён в Книгу рекордов Гиннесса как самый старый примат в мире, а в 2008 году была выпущена якобы написанная от его имени литературная автобиография под названием Me Cheeta: My Life in Hollywood. 
При этом большим доверием пользуется история ещё одного шимпанзе, исполнявшего роль Читы - Читы-Майка (также известного как Орг). Утверждалось, что его дата рождения даже раньше, чем у Джиггса - около 1931 года. Однако неизвестно, действительно ли он снимался в фильмах о Тарзане. Этот Чита жил в питомнике Палм-Харбор, Флорида, и умер в конце 2011 года, при этом его почти 80-летний возраст признавался в некрологах большого количества авторитетной прессы. 
В марте 1995 года персонаж Чита был удостоен Звезды славы на аллее в Палм-Спрингс, Калифорния. С 2004 года предпринимаются неудачные попытки обеспечить звезду для Читы на Аллее славы в Голливуде, и, по состоянию на 2008 год, режиссёр Мэтт Девлен продолжал усилия по получению.